# Partinello
Partinello település Franciaországban, Corse-du-Sud megyében. Lakosainak száma 96 fő (2022. január 1.). Partinello Serriera, Osani, Galéria és Manso községekkel határos.

## Népesség
A település népességének változása:
| Lakosok száma | 111  | 127  | 113  | 100  | 104  | 103  | 102  | 97   | 95   | 96   |
|               | 1968 | 1982 | 1990 | 2006 | 2011 | 2016 | 2017 | 2019 | 2020 | 2022 |